# Naziha Maghrebi
Pour les articles homonymes, voir Maghrebi.
Naziha Maghrebi, morte le 2 décembre 2001, est une artiste peintre et animatrice de télévision tunisienne, doyenne de la RTT et le premier visage apparu à la télévision nationale, le 31 mai 1966.